# Orchestre de chambre de Saint Paul
L'Orchestre de chambre de Saint Paul (Saint Paul Chamber Orchestra en anglais) est un orchestre de chambre américain fondé en 1959, basé à Saint Paul, capitale de l'État du Minnesota.

## Historique
L'Orchestre de chambre de Saint Paul est un ensemble fondé en 1959. C'est le premier orchestre de chambre américain professionnel à plein temps de l'histoire.
Comme directeurs musicaux de l'orchestre, se sont succédé :
- Leopold Sipe (1959-1971) ;
- Dennis Russell Davies (1971-1980) ;
- Pinchas Zukerman (1980-1987) ;
- Stanisław Skrowaczewski (1987-1988) ;
- Christopher Hogwood (1988-1992) ;
- Hugh Wolff (1992-2000) ;
- Andreas Delfs (en) (2001-2004).

À partir de 2004, la direction musicale est assurée par un groupe d'« Artistic Partners », dont ont fait partie Roberto Abbado, Joshua Bell, Nicholas McGegan et Edo de Waart, notamment.
Depuis 2016, Kyu-Young Kim occupe le poste de directeur artistique de la formation, mais il n'y a pas de chef d'orchestre ou de directeur musical permanent. L'orchestre, qui donne environ 130 concerts par an, est composé pour son noyau dur d'une trentaine de musiciens.

## Commandes
L'Orchestre de chambre de Saint Paul est à l'origine de commandes de nombreuses œuvres, de John Adams (The Wound-Dresser, 1989), Dominick Argento (Royal Invitation, 1964 ; Casanova's Homecoming, opéra, 1985), John Cage (Quartets for 24 Musicians, 1978), John Corigliano (Troubadours, variations pour guitare et orchestre de chambre, 1993), Jacob Druckman (Nor Spell nor Charm, commande conjointe avec l'Orpheus Chamber Orchestra et l'Orchestre de chambre de Los Angeles, 1992), Paul Fetler (en) (Nothing but Nature, 1961), Hans Werner Henze (Aria de la Follia española, 1977), Aaron Jay Kernis (Symphony in Waves, 1989), Witold Lutosławski (Partita, 1985), Tod Machover (Forever and Ever, pour hyperviolon et orchestre de chambre, 1993), Marc Neikrug (en) (Chetro Ketl, 1986 ; Concertato pour quatuor à cordes, 1987), Per Nørgård (Remembering Child, concerto pour alto, 1986), George Perle (Sinfonietta, 1988), Augusta Read Thomas (Prayer and Celebration, 2006), Joseph Schwantner (Dreamcaller, 1984), Toru Takemitsu (Fantasma/Cantos II, 1994) et Michael Torke (Ash, 1989), notamment.

## Créations
L'ensemble est le créateur de plusieurs partitions, de Dominick Argento (Casanova's Homecoming, opéra, 1985), William Bolcom (Roethke Cycle, 1975 ; Symphonie pour orchestre de chambre, 1979), Jacob Druckman (Lamia, 3e version, 1986),  Paul Fetler (en) (Concerto pour violon, 1971), Ezra Laderman (Concerto pour alto, 1978), David Lang (Spud, 1986), Christopher Rouse (Iscariot, 1989), Tona Scherchen (Lo, 1980) et George Walker (Poème pour violon et orchestre, 1991), notamment.